# Mahates

Localização do município de Mahates no departamento de Bolívar

Mahates é um município da Colômbia no departamento de Bolívar.